# Elena Obraztsova
Pour les articles homonymes, voir Obraztsova.
Elena Vassilievna Obraztsova (en russe : Елена Васильевна Образцова ; née le 7 juillet 1939 à Léningrad en Union soviétique et morte à Leipzig en Allemagne le 12 janvier 2015,) est une mezzo-soprano russe, reconnue parmi les plus grandes cantatrices de son temps pour sa présence sur scène et ses capacités vocales.

## Biographie
Elena Obraztsova est, enfant, à Léningrad (aujourd'hui Saint-Pétersbourg) durant le siège de la ville, qui dure d'août 1941 à janvier 1943, pendant la Seconde Guerre mondiale.
Entre 1954 et 1957, elle étudie à l'école de musique de Taganrog et participe à des concerts au Théâtre Tchekhov de Taganrog. Entre 1957 et 1958, elle étudie à l'école de musique de Rostov-sur-le-Don, de laquelle elle réussit les examens en août 1958, ce qui lui permet d'entrer au Conservatoire Rimski-Korsakov de Saint-Pétersbourg. En 1963, grâce au soutien de la grande Galina Vichnevskaïa (qu'elle remerciera dix ans plus tard en la dénonçant aux autorités pour infidélité à l'idéologie communiste), elle est invitée à chanter au théâtre Bolchoï, à Moscou, à l'occasion d'une représentation de l'opéra Boris Godounov. Son premier succès est un récital donné à la salle Pleyel, à Paris.
Par la suite, elle joue de nombreux rôles, notamment sous la direction de Claudio Abbado ou Herbert von Karajan. En 1977, elle fait l'ouverture de la 200e saison de La Scala dans l'opéra Don Carlos, dirigé par Abbado. En 1978, elle joue Carmen dans la production télévisuelle du même nom avec Plácido Domingo et réalisée par Franco Zeffirelli, puis dans Cavalleria rusticana, du même directeur.
En juin 2007, elle est nommée directrice artistique au théâtre Michel (Saint-Pétersbourg). Parallèlement, elle entraîne de jeunes solistes dans son propre centre culturel de Saint-Pétersbourg. Elle apparaît toujours régulièrement au théâtre Michel, dans le rôle de la comtesse dans l'opéra la Dame de pique de Piotr Ilitch Tchaïkovski par exemple. Le 7 juillet 2009, pour le 70e anniversaire de la cantatrice, un programme spécial comprenant des récitals, des opéras ou des ballets est composé au théâtre Michel.
Elle annonce son soutien envers l'ONG International Delphic Council (en), qui gère les jeux delphiques modernes, lors des IIIe jeux delphiques à Jeju, en Corée du Sud, en 2009, qu'elle suit avec la devise « en harmonie avec la nature », puis aux IVe jeux delphiques junior de 2011, à Johannesbourg, avec le slogan « provoquer, innover, inspirer ».
En 2014, Obraztsova souffre de leucémie et doit annuler son concert prévu au Kremlin le 11 décembre. Depuis la mi-novembre, elle est en cours de traitement dans une clinique à Leipzig, où elle trouve un donneur compatible et subit une transplantation de moelle osseuse. Mais l'opération n'apporte pas l'effet désiré, car son corps affaibli ne répond pas correctement. Elle meurt le 12 janvier 2015 à l'âge de 75 ans.

## Titres et récompenses
- Glinka State Prize of the RSFSR (en) (1er prix, 1962 et 1973)
- Viñas prize (1er prix, 1970)
- Artiste émérite
- Prix Tchaikovsky (1er prix, 1970)
- Ordre du Drapeau rouge du Travail (1971 et 1980)
- Artiste du peuple de l'URSS (1973 et 1976)
- Prix Lénine (1976)
- Héros du travail socialiste (1990)
- Ordre de Lénine (1990)
- Ordre du Mérite pour la Patrie (3e classe en 1999, puis 2de classe en 2009)
- Prix Casta Diva (2002)
- Order of Holy Prince Daniel of Moscow (en) (1re classe, 2009)